# (11970) Palitzsch
(11970) Palitzsch  es un asteroide perteneciente al cinturón de asteroides, descubierto el 4 de octubre de 1994 por Piero Sicoli y Pierangelo Ghezzi desde el Observatorio Astronómico Sormano, en Italia.

## Designación y nombre
Palitzsch se designó inicialmente como 1994 TD.
Más adelante fue nombrado en honor al astrónomo aficionado alemán Johann Palitzsch (1723-1788).

## Características orbitales
Palitzsch orbita a una distancia media del Sol de 3,0368 ua, pudiendo acercarse hasta 2,9176 ua y alejarse hasta 3,1559 ua. Tiene una excentricidad de 0,0392 y una inclinación orbital de 4,1764° grados. Emplea en completar una órbita alrededor del Sol 1932 días.

## Características físicas
Su magnitud absoluta es 14,2. Tiene 9,399 km de diámetro. Su albedo se estima en 0,055.